# 식품안전의 날
식품안전의 날은 대한민국 식품의약품안전처에서 매년 5월 14일 기념하는 날로서 2002년 제정된 대한민국의 기념일이다. 식품안전에 대해 국민의 관심도를 높이고 식품 관련 종사자들의 안전의식을 촉구해 식품안전사고 예방과 국민보건 향상을 목적으로 한다.
식품안전의 날은 식품안전의 중요성을 널리 알리기 위해 식품의약품안전처(MFDS·Ministry of Food and Drug Safety)에서 제정한 날이다.
식품의약품안전처(식약처)에서는 2002년부터 매년 5월 14일을 '식품안전의 날'로 제정하였다.
2002년 제1회 식품안전의 날 기념식에서 식중독예방 홍보 캠페인을 시작으로, 유공자 포상ㆍ홍보관ㆍ세미나 등 다양한 연계 행사를 개최하면서 식품 관련 업체ㆍ학계ㆍ소비자가 모두 참여하는 전국적 행사로 발전하였다.
또한 2010년 제9회 행사에서 논의를 거쳐, 2011년 제10회부터 식품안전의 날을 전후로 약 2주간을 '식품안전주간'으로 지정하여 관련 행사를 확대하였다.
2016년 12월 2일 식품안전기본법에 개정에 따라 매년 5월 14일 '식품안전의 날'이 법정기념일로 지정되었다.
‘식품안전의 날'에는 학술 심포지엄 개최, 지역축제와 연계한 문화행사, 대형 식품업체가 참여하는 홍보 이벤트 등의 다채로운 행사가 펼쳐지며, 이날을 전후하여 식품안전의 날 기념식 및 식품안전박람회가 열린다.  